# Нічна зміна (фільм, 1970)
У Вікіпедії є статті про інші фільми з назвою Нічна зміна (фільм)
«Нічна зміна» (рос. «Ночная смена») — російський радянський чорно-білий художній фільм, поставлений на кіностудії «Ленфільм» у 1970 році режисером  Леонідом Менакером.

## Сюжет
Події, які мають вирішальне значення для доль героїв, відбуваються протягом однієї нічної зміни на одному з великих будівництв країни.

## У ролях
- Юрій Толубєєв —  Пономарьов Павло Єгорович, бригадир, заслужений будівельник, депутат міськради
- Алла Чернова —  Надя
- Геннадій Корольков —  Євген Грибов, диспетчер будівництва
- Валентина Владимирова —  Клава, шофер
- Тетяна Говорова —  Ольга, машиніст крану
- Олена Легурова —  Інна, вчителька музики
- Герман Юшко —  Анатолій, чоловік Наді
- Віктор Павлов —  Міша, шофер
- Юрій Візбор —  Коваленков
- Бригада Пономарьова: 
  Федір Одіноков —  Назаров, заступник бригадира Пономарьова  
  Михайло Ладигін —  дядя Коля 
  Георгій Штиль —  «Коротун»
  Герман Орлов —  «Усач»
  Володимир Лосєв —  Андрій  
  В'ячеслав Варкін —  морячок  
 Михайло Мудров —  робітник
- Микола Боярський —  приятель Анатолія, працівник гаража
- Сергій Дворецький —  шофер
- Володимир Ємельянов —  Бірюков, начальник будівництва
- Віктор Іллічов —  Коля Дядєв, робітник, член самодіяльності
- Олексій Кожевников —  Герасимов, водій
- Іван Краско —  шофер
- Марина Мальцева —  дружина Кості
- Фредді Траоре —  студент-практикант
- Олександр Ушаков —  шофер
- Олег Хроменков —  приятель Анатолія, працівник гаража
- Варвара Шабаліна —  Зіна, сусідка Наді по гуртожитку
- Вадим Яковлєв —  Костя Фролов
- Пантелеймон Кримов —  працівник кіноательє
- Володимир Лисецький —  Микола
- Євгенія Сабельникова —  Наташа, подруга Наді
- Станіслав Соколов —  ведучий концерту
- Аркадій Трусов —  візник у шлагбаума
- Віталій Щенніков —  шофер

## Знімальна група
- Автори сценарію —  Олександр Гельман,  Тетяна Калецька
- Постановка —  Леонід Менакер
- Головний оператор —  Віктор Карасьов
- Головний художник —  Андрій Вагін
- Композитор —  Яків Вайсбурд